# Martin Schickhard der Ältere
Martin Schickhard der Ältere (* 1579 in Siegen; † 1636 in Deventer) war ein deutscher Juraprofessor. Er wirkte an der Hohen Schule Herborn, wo er zeitweise auch Rektor war, und an der Illustre School in Deventer.

## Leben
Martin Schickhard war der mittlere Sohn von Henrich Schickhartt. Er lernte zunächst auf der Lateinschule, dann auf dem Pädagogium in Siegen. Ab 1597 studierte er Jura zunächst auf der Hohen Schule Herborn und ab 1598 in Heidelberg, wo er am 10. Juni 1606 den Doktortitel der beiden Rechte (d. h. des kanonischen und des römischen Rechts) erwarb.
Bereits vom 15. Juli des gleichen Jahres an lehrte er an der Johanea in Herborn. 1606 versuchte er vergeblich in der Auseinandersetzung mit dem Grafen Johann VII. von Nassau-Siegen zu erreichen, dass die wegen der Pest nach Siegen verlegte Hohe Schule dort dauerhaft belassen wurde. 1614, 1620 und 1623 war er Rektor dieser Universität.
Seit 1624 stand Martin Schickhard im brieflichen Kontakt mit Wilhelm Schickard. Im März 1626 berichtete er über seine Pläne, eine Sprachschule im Kloster Gottesgrund (Diözese Magdeburg) zu eröffnen. Im Sommer 1626 wurde Siegen wieder von der katholischen Liga eingenommen und Martin Schickhard suchte nach einer anderen Stelle – aus Furcht, „dass die Jesuiten die [calvinistische] Universität Herborn an sich ziehen könnten“. Auf Empfehlung des berühmten Herborner Professors Johann Heinrich Alsted bekam er eine Stelle als Juraprofessor in der neugegründeten Illustre School im niederländischen Deventer. Im Sommer 1629 ging er nach Deventer, wo er die restlichen Jahre bis zu seinem verhältnismäßig frühen Tod mit 57 Jahren wirkte.
Martin Schickhard hatte vermutlich keine Nachkommen.